# 540 kick

Una patada de media luna de 540.

540 kick es la denominación de un tipo de patada de artes marciales, en la que el usuario gira 540° grados sobre sí mismo en el aire (o 360°, en otras versiones) antes de lanzar una patada. También es conocida como jumping corkscrew roundhouse kick, tornado kick o xuangfengjiao (旋風腳).
Es practicada en varias artes marciales, como taekwondo, kung fu, capoeira, tricking y otras disciplinas. Debido a su espectacularidad, suele ser muy vista en el cine de artes marciales, pero precisamente por eso se asocia muy poco con la lucha real, ya que su usuario cuenta con riesgos como el de aterrizar mal o el de abrir su defensa ante el rival.

## Ejecución
En este movimiento, su rasgo más definitorio es que la misma pierna es usada para cobrar impulso, golpear y aterrizar. La otra pierna normalmente ayuda al usuario a conseguir el giro en el aire, y es retraída antes del aterrizaje.

## En la cultura popular
- La 540 kick es utilizada en el mundo de la lucha libre profesional por nombres como Johnny Jeter, Layla El, Kirby Mack y Kofi Kingston, este último habiéndola popularizado bajo el nombre de Trouble in Paradise.